# جنگ فرانسویان و سرخپوستان
جنگ فرانسویان و سرخپوستان، (به انگلیسی: French and Indian War) نام کلی برای جنگی میان انگلستان و فرانسه در آمریکای شمالی از ۱۷۵۴ تا ۱۷۶۳ میلادی می‌باشد. این جنگ در سال ۱۷۵۶ به جنگی که به نام جنگ هفت ساله معروف است پیوند خورد.
جنگ فرانسه و بومیان آمریکا به نام‌های دیگری از جمله جنگ شاه ویلیام (King William's War) و جنگ ملکه آن (Queen Anne's War)، نیز شناخته می‌شود.